# Pääjärvi (sjö i Finland, Kajanaland)
Pääjärvi är en sjö i Finland. Den ligger i kommunen Ristijärvi i landskapet Kajanaland, i den centrala delen av landet, 500 km norr om huvudstaden Helsingfors. Pääjärvi ligger 182 meter över havet. Arean är 31,1 hektar och strandlinjen är 2,29 kilometer lång. Sjön  ingår i Uleälvens huvudavrinningsområde. 